# Ріхард Шмідт
Ріхард Шмідт  (нім. Richard Schmidt, 23 травня 1987) — німецький веслувальник, олімпійський чемпіон.

## Виступи на Олімпіадах
| Олімпіада           | Дисципліна                        | Місце |
| ------------------- | --------------------------------- | ----- |
| Пекін 2008          | четвірка розстібна без стернового | 6     |
| Лондон 2012         | вісімки                           | 1     |
| Ріо-де-Жанейро 2016 | вісімки                           | 2     |
| Токіо 2020          | вісімки                           | 2     |